# Amskroud
Amskroud é uma comuna Marroquina localizada no sul do pais, com uma área de 177 km² e 9.648 habitantes em 2024. Administrativamente pertence a região de Suz-Massa, prefeitura de Agadir-Ida ou Tanane e circulo de Agadir Banlieue.

## Geografia
A comuna esta localizada a 42 km a leste de Agadir. A área da comuna estende-se por 177 km², sendo 60% do seu relevo montanhoso, enquanto os restantes 40% são planícies.

## História
A comuna foi criada em 1992, como parte da reforma administrativa ocorrida em Marrocos nesse ano.

## Demografia
Em 2024 a população da comuna era de 9.648 habitantes.

### Crescimento demográfico
O crescimento demográfico da comuna ao longo dos anos é a seguinte:
| 2024  | 2014  | 2004   | 1994  |
| ----- | ----- | ------ | ----- |
| 9.648 | 9.351 | 10.020 | 9.482 |